# لوئیس گینی
لوئیس گینی (اسپانیایی: Luis Gini‎؛ زادهٔ ۳۱ اکتبر ۱۹۳۵) بازیکن فوتبال اهل پاراگوئه بود.
از باشگاه‌هایی که در آن بازی کرده‌است می‌توان به باشگاه فوتبال سول ده آمریکا و باشگاه ورزشی الیمپیا اشاره کرد.
وی همچنین در تیم ملی فوتبال پاراگوئه بازی کرده‌است.